# Саргсян, Нарек Альбертович
Нарек Альбертович Саргсян (арм. Նարեկ Սարգսյան
, 1 января 1959) — армянский архитектор, министр градостроительства Армении. Заслуженный архитектор Республики Армения (2007).

## Биография
- 1980 — окончил факультет архитектуры Ереванского политехнического института. Кандидат архитектуры. Доцент Ереванского архитектуро-строительного института.
- С 1989 — член союза архитекторов Армении.
- С 1993 — член совета межрегиональной ассоциации педагогов архитектурных школ СНГ.
- С 1997 — член совета учебно-методического объединения по архитектурной специальности РФ. Член совета Европейской ассоциации архитектурного образования (с 1997).
- Член государственных экзаменационных комиссий по защите дипломных проектов во Франции (Сент-Этьен — 1994, Марсель — 1997, Париж — 1998).
- Лауреат Всесоюзных смотров научных работ молодых архитекторов (1985, 1990).
- Лауреат международного смотра «Лучшая постройка года» (1994).
- С 1993 — декан архитектурного факультета Ереванского архитектуро-строительного института.
- 1996—1998 — заместитель председателя правления союза архитекторов Армении.
- 1998—1999 — был заместителем главного архитектора г. Еревана.
- 1999—2004 — главный архитектор, вице-мэр г. Еревана. Удостоен ордена «Национальное достоинство» — высшей награды Франции.
- С 17 июня 2008—2011 — заместитель министра градостроительства Армении.
- С 23 мая 2011 по 2013 — главный архитектор г. Еревана
- 2013—2014 — председатель комитета по архитектуре при правительстве РА.
- С 23 апреля 2014 — министр градостроительства РА.
- Партийность — Беспартийный

## Список осуществленных /или находящихся в процессе строительства/ проектных работ
- Научно-лабораторный корпус Ереванского политехнического института. Соавторы и руководители проекта: А. Мамиджанян, Р. Маркарян, ЕрПИ, г. Ереван, 1982 г.
- Три частных дома в селе Аринч, 1987 г.
- Типовые торговые павильоны (6 типов) в г. Октемберян, г. Ереван, 1988 г.
- Серия полносборных, 1-2-этажных, 2-6-комнатных дачных домов. Соавтор — К. Рашидянц, г. Ереван, 1990 г.
- Усиление и реконструкция производственного корпуса «АрмГеология». Соавторы: А. Арустамян, К. Рашидянц, г. Ереван, 1989 г.
- Памятник при въезде в г. Вайк, г. Ереван, 1989 г.
- Французская школа на 900 мест в г. Гюмри (главный архитектор проекта). Соавторы — К. Рашидянц (Армения), Э. Саркисян, Ж. Ф. Чепичян (Франция), Марсель — Ереван, 1993—1997 гг.
- Административное здание ЗАО «Электрокомплекс» в районе Чарбах г. Еревана. Соавтор — К. Рашидянц, г. Ереван, 1997 г.
- Пять частных жилых домов в Ереване и Дилижане. Соавтор — К. Рашидянц, 1989, 1996, 1997 гг.
- Посольство Италии в Армении. Соавтор — Г. Ованнисян, г. Ереван, ул. Италии, 2002—2003 гг.
- Жилой комплекс на ул. Теряна 66 (на углу улиц Теряна и Исаакяна), г. Ереван, 2005 г. (центральный офис банка HSBC).
- Мемориальная доска памяти профессора Лии Камалян, ул. Туманяна, 11, г. Ереван — 2006 г.
- Памятник Араму Петросяну в Гегаркунике, 2007 г.
- Жилые и общественные здания на Северном проспекте, ООО «Локал Дивелоперз», г. Ереван, 2004—2006 гг.
- Жилые и общественные здания на пересечении Северного проспекта и ул. Абовяна, г. Ереван, 2005 г.
- Жилой и торгово-общественный комплекс на Северном проспекте, ООО «Согласие Армения», г. Ереван, 2005—2007 гг.
- Жилые и общественные здания на Северном проспекте, ООО «Прогресс Армения» и ООО «Макаред», Соавтор — А. Алексанян, г. Ереван, 2005—2006 гг.
- Пешеходные части и автостоянки на Северном проспекте, Соавтор — А. Алексанян, 2006 г.
- Многофункциональное здание на Главном проспекте — ул. Арами, ООО «Гапбнакшин», Ереван, 2005—2007 гг.
- Жилой и торгово-общественный комплекс на Главном проспекте — ул. Бузанда, Соавтор — М. Брамбилла (США), Ереван, 2005—2006 гг.
- Комплекс жилых и общественных зданий, ул. Бузанда — Теряна — Амиряна /Главный проспект/, ЗАО «ГриАр», Ереван, 2004—2006 гг.
- Многоквартирный жилой комплекс на ул. Бузанда 31 — Ез. Кохбаци 25, корп. «А», ООО «Макаред», Ереван — 2008 г.
- Многоэтажный жилой дом на ул. Комитаса 38/2, ООО «Пятая звезда», Ереван, 2006 г.
- Дом-музей Шарля Азнавура, НКГО «БРП», мэрия г. Еревана, 2007—2009 гг.
- Корпус-пристройка Национальной Академии Наук РА на ул. Баграмяна 24а, «НАН РА», Ереван, 2007 г.
- Гостиница (на 60 мест) на ул. Сарьяна, Ереван, 2007 г. /строительство 2010—2012 гг./
- Комплекс четырех многоэтажных башен «Ереван-Берд» на территории, примыкающей к Винному заводу, на берегу р. Раздан, Ереван, 2007 г.
- Жилой и торгово-общественный комплекс «Каскад» на ул. Антараин 160/5, ООО «Аль Амра Риэл Эстейт», Ереван, 2008 г.
- Гостиничный комплекс на ул. Лалаянца — Пушкина, ООО «Эйч Ай Уай», Ереван, 2008 г.
- Многофункциональный многоквартирный жилой комплекс в Давидашене, «Сасна Црер-2», ООО «Реншин», Ереван, 2008 г.
- Многофункциональный жилой комплекс на ул. Бузанда 89-95, ООО «Реншин», Ереван, 2008 г.
- Гостиничный комплекс на 70 комнат, со SPA-центром, ООО «ДжерСан», г. Джермук, 2008 г.
- Новый корпус резиденции президента РА на ул. Баграмяна 26, Соавтор — А. Варданян, Ереван, 2009 г.
- Дом приемов на Государственной даче Севанского полуострова, ООО «Благотворительный фонд Ташир», 2009 г.
- Центральный офис Армянского всеобщего благотворительного союза (AGBU), Соавтор — Арис Адамян (Франция), 2008—2009 гг.
- Многофункциональное здание в квартале ул. Мелик-Адамяна — Главный проспект, ООО «ДжЛДж Проект компани», Ереван, 2010 г.
- Новый корпус Республиканской партии и реконструкция комплекса, Ереван, 2009—2010 гг.
- Комплекс правительственных административных зданий на ул. В. Саргсяна № 3, Ереван, 2012 г.